# 石井百合子
石井 百合子（いしい ゆりこ）は、日本の女性アニメーター、キャラクターデザイナー。

## 来歴・人物
専門学校在学中に伽藍に籍を置き、アニメーターとして活動を始める。エム・エス・シーに入社していた頃、関口可奈味に師事していた。一時期はP.A.WORKSを活動拠点にしていた。
影響を受けたアニメとして、「NINKU -忍空-」を挙げている。

## 参加作品

### テレビアニメ
1999年
- 今、そこにいる僕（動画）

2001年
- パラッパラッパー（原画）
- まほろまてぃっく（原画）

2002年
- あたしンち（原画）
- 真・女神転生Dチルドレン ライト&ダーク（2002年 - 2003年、原画）

2004年
- まじめにふまじめ かいけつゾロリ（2004年 - 2005年、作画監督）

2005年
- 絶対少年（原画）
- BLOOD+（2005年 - 2006年、原画・OP3原画）

2006年
- 桜蘭高校ホスト部（原画）
- ケモノヅメ（原画）

2007年
- REIDEEN（原画）
- DARKER THAN BLACK -黒の契約者-（作画監督・原画）
- 電脳コイル（原画）

2008年
- ペルソナ 〜トリニティ・ソウル〜（キャラクターデザイン・総作画監督・作画監督・OP1作画監督）
- ソウルイーター（2008年 - 2009年、原画・OP2原画）
- かんなぎ（原画）

2009年
- CANAAN（作画監督・原画・OP原画）
- DARKER THAN BLACK -流星の双子-（作画監督・原画）

2010年
- Angel Beats!（作画監督)
- STAR DRIVER 輝きのタクト（2010年 - 2011年、作画監督)

2011年
- 花咲くいろは（メインアニメーター・作画監督・作画監督補佐・原画・OP2/ED1作画監督・OP1原画）

2012年
- Another（キャラクターデザイン・総作画監督・作画監督・OP作画監督・ED絵コンテ/演出/作画）
- TARI TARI（OP原画）
- 夏雪ランデブー（原画）

2013年
- 凪のあすから（2013年 - 2014年、キャラクターデザイン・総作画監督・作画監督・原画・OP1/ED1/ED2作画監督）

2014年
- グラスリップ（OP原画）
- SHIROBAKO（2014年 - 2015年、総作画監督補佐・原画）

2016年
- クロムクロ（キャラクターデザイン・総作画監督・作画監督）

2020年
- THE GOD OF HIGH SCHOOL ゴッド・オブ・ハイスクール（総作画監督・作画監督）
- 体操ザムライ（作画監督）

### 劇場アニメ
1999年
- スーパードール★リカちゃん リカちゃん絶体絶命!ドールナイツの奇跡（動画）

2002年
- クレヨンしんちゃん 嵐を呼ぶ アッパレ!戦国大合戦（原画）

2003年
- クレヨンしんちゃん 嵐を呼ぶ栄光のヤキニクロード（原画）

2004年
- クレヨンしんちゃん 嵐を呼ぶ!夕陽のカスカベボーイズ（原画）

2007年
- 河童のクゥと夏休み（原画）

2013年
- 劇場版 花咲くいろは HOME SWEET HOME（メインアニメーター・作画監督・原画）

2018年
- さよならの朝に約束の花をかざろう（キャラクターデザイン・総作画監督）

2023年
- アリスとテレスのまぼろし工場（キャラクターデザイン・総作画監督）

### OVA
2003年
- ジャングルはいつもハレのちグゥ FINAL（2003年 - 2004年、作画監督・原画）

2006年
- テニスの王子様 全国大会篇（ - 2008年、原画・OP1/OP2原画）
- 攻殻機動隊　STAND ALONE COMPLEX　Solid State Society（原画）

2010年
- DARKER THAN BLACK -黒の契約者-外伝（作画監督・作画監督協力・原画）

2014年
- TARI TARI（原画）

### PV
2014年
- Under the Dog（原画）

### ゲーム
2009年
- レイトン教授と魔神の笛（原画）